# 장기협회
장기단체는 국가 규모로 대한민국에 3개 단체, 조선민주주의공화국에 1개, 중국에 1개가 있다.

## 대한민국
- 대한장기협회
- 대한장기연맹
- 한국장기연맹

## 조선민주주의인민공화국
- 조선장기협회

## 중화인민공화국
- 중국조선족장기협회